# Luca della Robbia

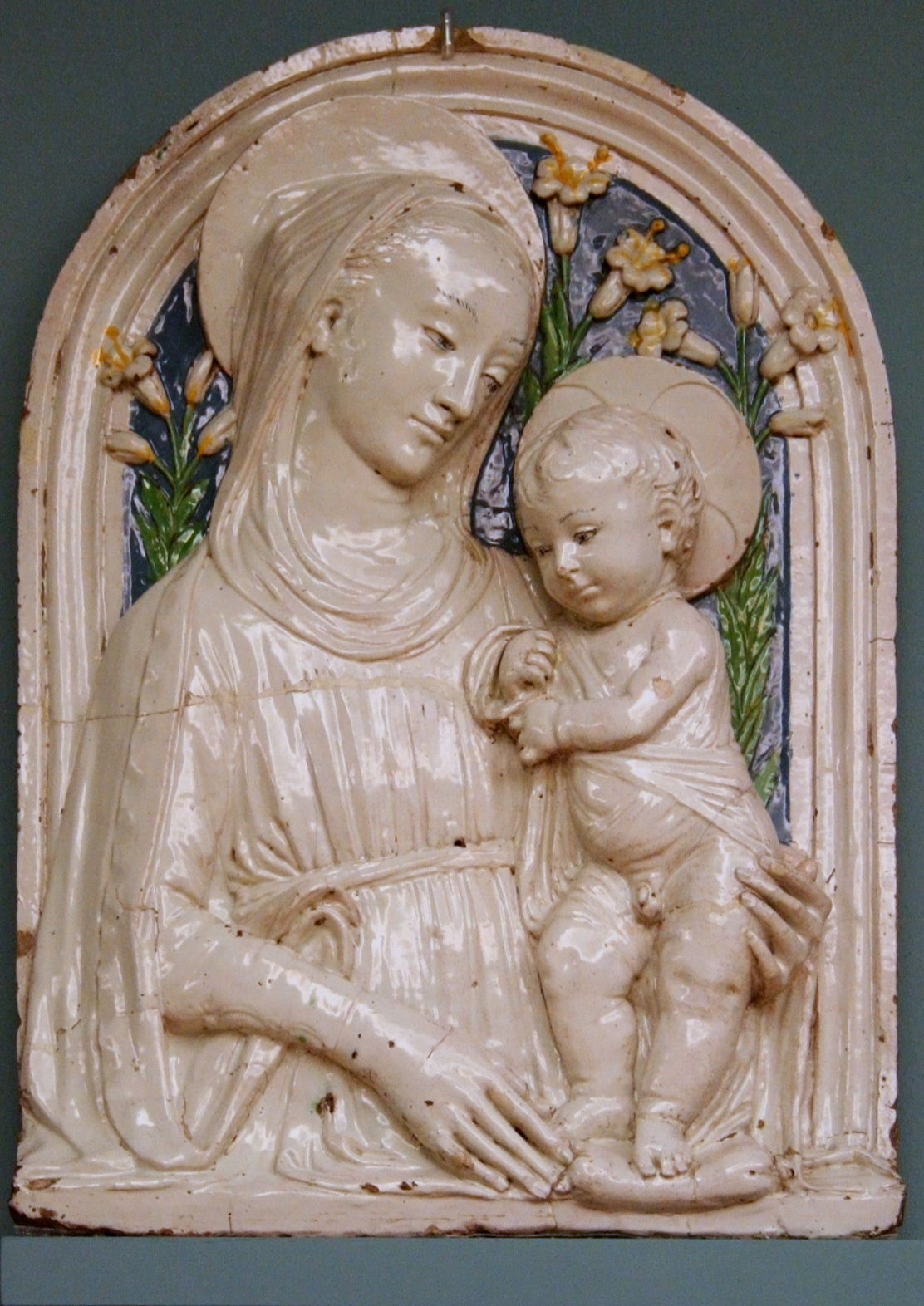
Madonnan med Barnet.

Luca della Robbia, född 1400 i Florens, död 1482 i Florens, var en italiensk skulptör och keramiker.
Luca della Robbia var en viktig gestalt under ungrenässansen. Han använde sig visserligen av klassiska grekiska och romerska förebilder, men hans verk saknar dramatisk storhet och genomsyras hela tiden av hans varma personlighet. Till hans verk hör sångläktaren (cantoria) och dörrarna i sakristian i katedralen i Florens. 
Luca della Robbia utvecklade en teknik för att måla keramikglasyrer i olika färger på terrakottafigurer och grundade en fabrik som levde vidare under brorsonen Andrea (1435–1525) och dennes söner Giovanni (1469–1529) och Girolamo (1488–1566).

## Eftermäle
Asteroiden 6057 Robbia är uppkallad efter Luca della Robbia.